# Andrew Toney
Andrew Toney (Birmingham, 23 novembre 1957) è un ex cestista statunitense.
Detto The Boston Strangler ("lo strangolatore di Boston"), ha militato nella National Basketball Association, nel ruolo di guardia tiratrice.

## Carriera
Dopo aver frequentato il college di Louisiana Lafayette, è l'ottava scelta dei Philadelphia 76ers nel Draft NBA del 1980. Inizia la sua carriera nel basket professionistico nella stagione 1980-81 con la maglia numero 22 dei Philadelphia 76ers, franchigia con la quale trascorrerà tutta la sua carriera NBA, che si concluderà al termine della stagione 1987-88.
Nel 1982-83, Toney vince con i Philadelphia 76ers il titolo NBA.
A causa di infortuni la sua carriera agonistica si conclude prematuramente a 31 anni, dopo 8 stagioni nella NBA. Complessivamente Andrew Toney disputa 468 partite di regular season, 72 gare di play-off e 2 partecipazioni all'NBA All-Star Game, nel 1983 e nel 1984; conclude con una media-vita di 15,9 punti segnati a partita.
Il soprannome "The Boston Strangler" risale al 1982, quando si trovarono a disputare le finali della Eastern Conference contro i Boston Celtics. Toney fu il dominatore della serie, con una media di 22,1 punti a partita.

## Statistiche

### NBA

#### Regular Season
| Anno       | Squadra            | PG  | PT  | MP   | TC%  | 3P%  | TL%  | RP  | AP  | PRP | SP  | PP   |
| ---------- | ------------------ | --- | --- | ---- | ---- | ---- | ---- | --- | --- | --- | --- | ---- |
| 1980-1981  | Philadelphia 76ers | 75  | 57  | 23,6 | 49,5 | 31,0 | 71,2 | 1,9 | 3,6 | 0,8 | 0,1 | 12,9 |
| 1981-1982  | Philadelphia 76ers | 77  | 1   | 24,8 | 52,2 | 42,4 | 74,2 | 1,7 | 3,7 | 0,8 | 0,2 | 16,5 |
| 1982-1983† | Philadelphia 76ers | 81  | 81  | 30,5 | 50,1 | 28,9 | 78,8 | 2,8 | 4,5 | 1,0 | 0,2 | 19,7 |
| 1983-1984  | Philadelphia 76ers | 78  | 72  | 32,8 | 52,7 | 31,6 | 83,9 | 2,5 | 4,8 | 0,9 | 0,3 | 20,4 |
| 1984-1985  | Philadelphia 76ers | 70  | 65  | 32,0 | 49,2 | 37,1 | 86,2 | 2,5 | 5,2 | 0,9 | 0,3 | 17,8 |
| 1985-1986  | Philadelphia 76ers | 6   | 0   | 14,0 | 30,6 | 0,0  | 37,5 | 0,8 | 2,0 | 0,3 | 0,0 | 4,2  |
| 1986-1987  | Philadelphia 76ers | 52  | 12  | 20,3 | 45,1 | 32,8 | 79,6 | 1,6 | 3,6 | 0,3 | 0,2 | 10,6 |
| 1987-1988  | Philadelphia 76ers | 29  | 15  | 18,0 | 42,1 | 33,3 | 80,6 | 1,6 | 3,7 | 0,4 | 0,2 | 7,3  |
| Carriera   | Carriera           | 468 | 303 | 26,9 | 50,0 | 34,2 | 79,7 | 2,2 | 4,2 | 0,8 | 0,2 | 15,9 |

#### Playoffs
| Anno     | Squadra            | PG | PT | MP   | TC%  | 3P%  | TL%  | RP  | AP  | PRP | SP  | PP   |
| -------- | ------------------ | -- | -- | ---- | ---- | ---- | ---- | --- | --- | --- | --- | ---- |
| 1981     | Philadelphia 76ers | 16 | -  | 22,3 | 42,8 | 11,1 | 81,5 | 2,3 | 3,4 | 0,7 | 0,4 | 13,8 |
| 1982     | Philadelphia 76ers | 21 | -  | 33,7 | 50,7 | 33,3 | 79,6 | 2,4 | 4,9 | 0,9 | 0,1 | 21,8 |
| 1983†    | Philadelphia 76ers | 12 | -  | 29,8 | 47,0 | 0,0  | 75,4 | 2,3 | 4,6 | 0,9 | 0,1 | 18,8 |
| 1984     | Philadelphia 76ers | 5  | -  | 36,0 | 51,9 | 0,0  | 76,7 | 2,2 | 3,8 | 0,8 | 0,2 | 20,6 |
| 1985     | Philadelphia 76ers | 13 | 13 | 34,0 | 47,7 | 42,9 | 77,0 | 2,5 | 5,1 | 0,9 | 0,4 | 16,8 |
| 1987     | Philadelphia 76ers | 5  | 0  | 20,8 | 38,2 | 0,0  | 100  | 1,8 | 5,4 | 0,4 | 0,4 | 5,6  |
| Carriera | Carriera           | 72 | 13 | 29,8 | 47,8 | 23,5 | 78,6 | 2,3 | 4,5 | 0,8 | 0,3 | 17,4 |

## Palmarès
- Campionato NBA: 1

Philadelphia 76ers: 1983
- 2 volte NBA All-Star (1983, 1984)